# Sally Grosshut
Sally Grosshut, auch Großhut, bzw. Friedrich oder Fred Sally Grosshut, F.S. Grosshut, eigentlich Salomon Mantel (* 16. Juli 1906 in Wiesbaden; † 7. Oktober 1969 in North Bergen, New Jersey) war ein deutscher Jurist und Schriftsteller.

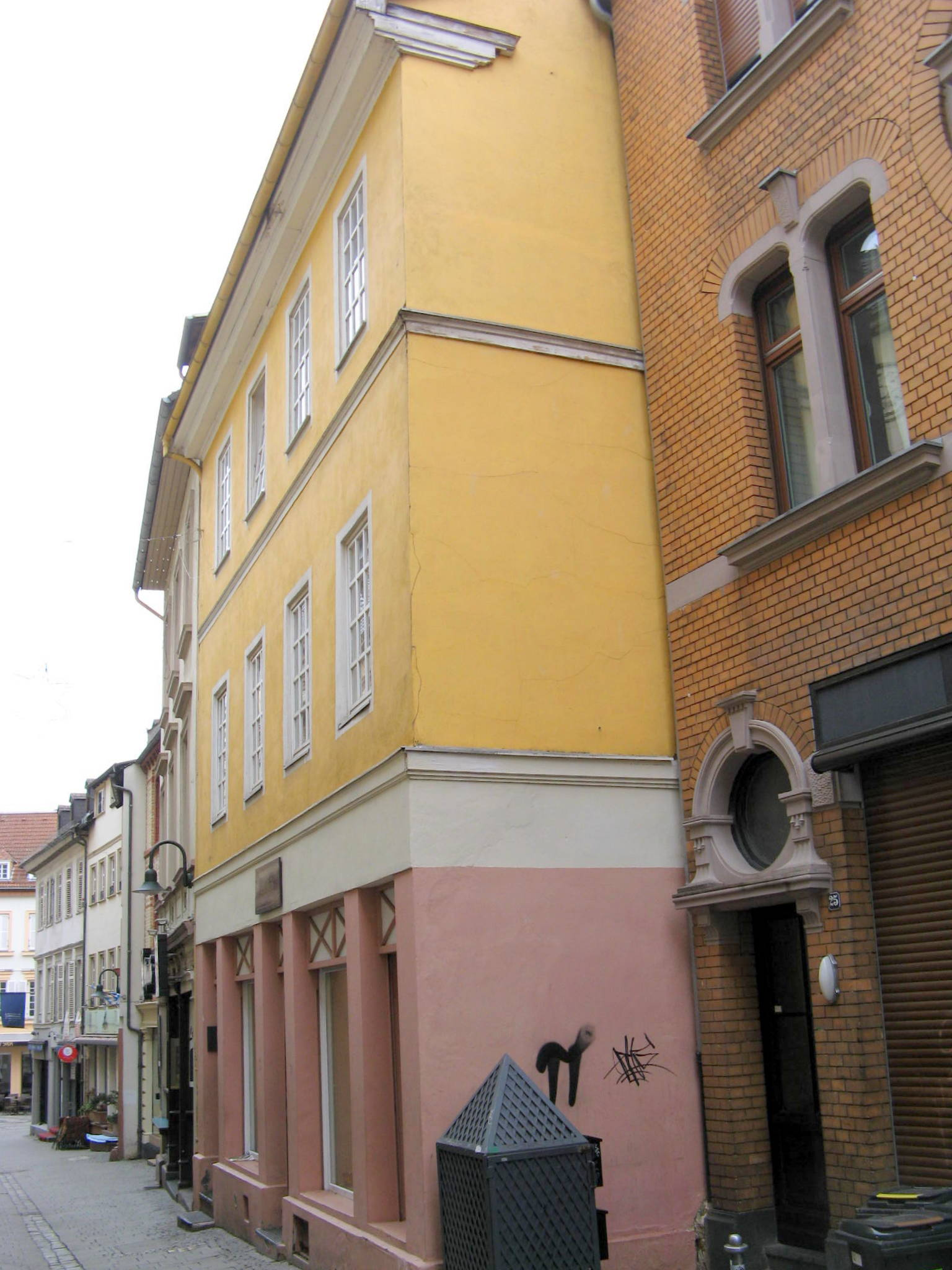
Geburtshaus von Sally Grosshut, Wiesbaden, Wagemannstraße 27

## Leben
Er wurde als Sohn des ostjüdischen Althändlers Ludwig Mantel, genannt Großhut, und dessen Ehefrau Rude, geb. Stern, geboren und hatte vier Schwestern. Die Familie war um die Jahrhundertwende zum 20. Jahrhundert aus dem damals österreichischen Krakau nach Wiesbaden übersiedelt. In der Wagemannstraße 27 in Wiesbaden hatte der Vater ein kleines Geschäft eröffnet.
Sally Grosshut tat sich in der Schule im Unterrichtsfach Sport hervor und spielte Fußball, Handball und Schlagball, auch in Wiesbadener Vereinen, wohingegen seine sonstigen Schulleistunqen eher durchschnittlich waren. Eine Neigung zeigte er aber auch zu den Fächern Deutsch, Geschichte und Sprachen.
Nach dem im Jahr 1925 abgelegten Abitur am Humanistischen Gymnasium nahm er das Studium der Rechtswissenschaften an der Universität Frankfurt am Main auf. Im Jahr 1926 gründete Grosshut den jüdischen Sportverein Hakoah Wiesbaden, auch um die in der Öffentlichkeit spürbaren Vorbehalte gegen das Judentum durch sportliche Leistungen zu bekämpfen, wobei die Gründung eines jüdischen Sportvereins seitens vieler assimilierter Juden auf Ablehnung stieß. Grosshut führte die Handballsektion seines Sportvereins bis zum Jahr 1929 an die Spitze der Bezirksliga.
Im Jahr 1932 promovierte Grosshut bei den Professoren Friedrich Giese und Hermann Heller über das Thema Das polizeiliche Notstandsrecht, Staatsnotwehr und Staatsnotstand. Die Dissertation erregte – auch wegen ihres brisanten Themas – Aufsehen in juristischen Kreisen; Professor Carl Schmitt leitete ein Exemplar an die NSDAP weiter. Zur gleichen Zeit wurde Grosshuts Antrag auf Einbürgerung abgelehnt, was einem Berufsverbot im staatlichen Rechtssystem gleichkam. Zwei Wochen vorher war ihm als erstem Juden von der Deutschen Sportbehörde (DSB) die goldene Handball-Ehrennadel verliehen worden.

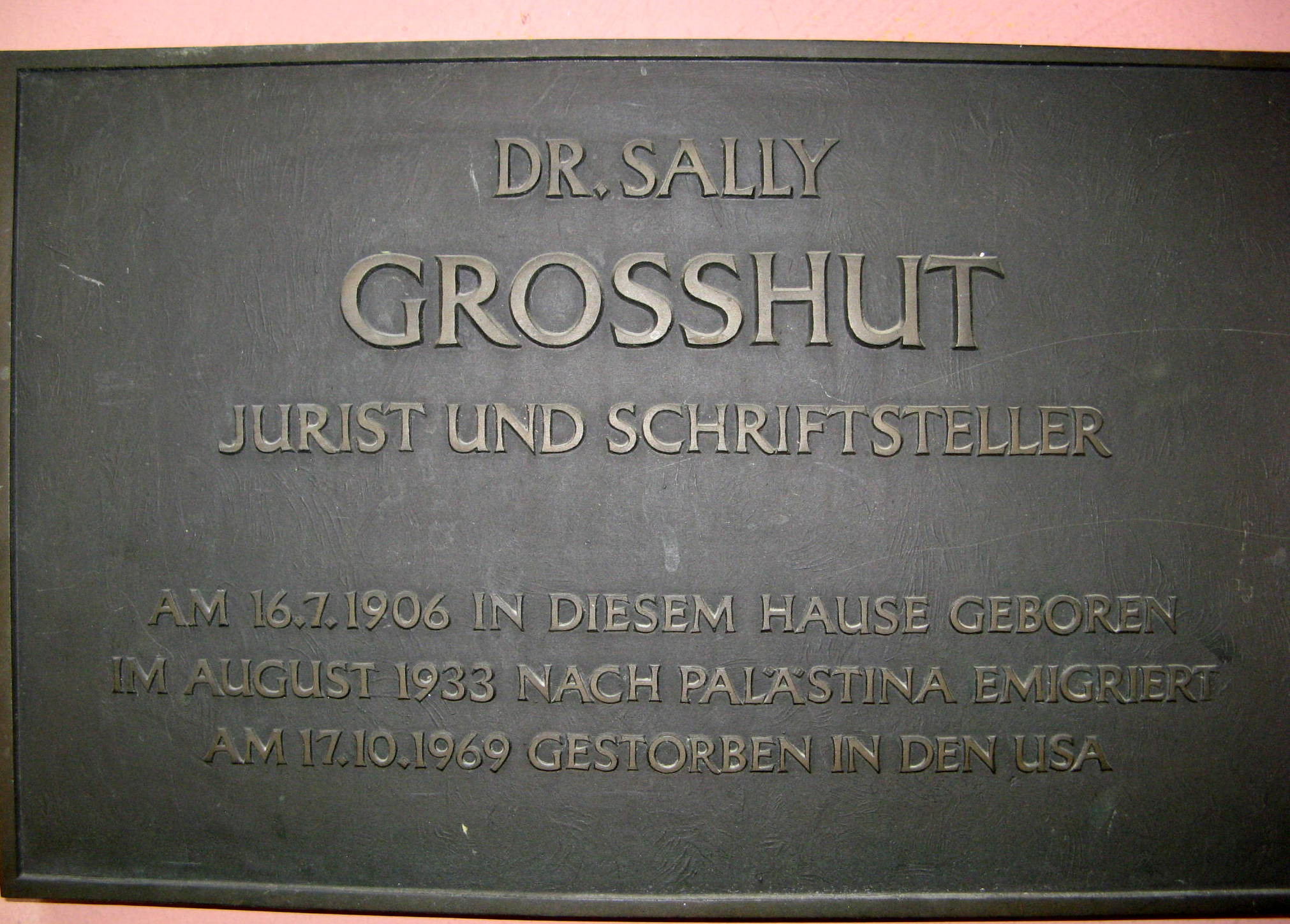
Ehrentafel am Haus Wagemannstraße 27

Grosshut trat als Anwalt in die Anwaltspraxis von Leo Harry in Wiesbaden ein, die aber bereits im April 1933 schließen musste. Am 22. April ermordete die SA den Händler Salomon Rosenstrauch in seinem Geschäft in der Wilhelmstraße 20, mit dessen Tochter Sina Grosshut verlobt war. Noch im Jahr 1933 emigrierten Sally Grosshut und Sina Rosenstrauch nach Palästina und lebten in Haifa, wo Grosshut eine Stelle im Vermessungswesen gefunden hatte. Dort erhielt er die Nachricht, dass sein Vater infolge von Misshandlungen verstorben sei.
In den Jahren 1934 bis 1938 schrieb Grosshut eine der wenigen Dramen, die die Exilliteratur aufzuweisen hat. Das Theaterstück beschreibt die Machtergreifung Hitlers in Deutschland und trägt den Titel Es geschah in Ohio. Darüber hinaus verfasste er in diesen Jahren Zeitungsartikel und Gedichte sowie kleinere Erzählungen.
Im Jahr 1936 heirateten Grosshut und Sina Rosenstrauch, die als eine der ersten Feministinnen in Palästina galt und mit ihrem Mann ein deutsches Antiquariat in Haifa eröffnet hatte. Grosshut weigerte sich, Hebräisch zu lernen und fügte seinem Namen sogar den Vornamen Friedrich hinzu, auch um gegen die angeordnete Umwandlung deutscher Namen ins Hebräische zu protestieren.
Um 1942 wurde von Wolfgang Yourgrau unter dem Patronat Arnold Zweigs die Zeitschrift Orient gegründet, die in der Nachfolge von Carl von Ossietzkys Weltbühne stand und für die Grosshut als Redakteur regelmäßig Beiträge lieferte. Ein Jahr später wurde die Druckerei des Verlags durch zionistische Terroristen gesprengt, die Veröffentlichungen in deutscher Sprache unterbinden wollten.
Bis Ende des Zweiten Weltkrieges schrieb Grosshut acht Romane und Erzählungen, unter diesen einen Fortsetzungsroman in der Jüdischen Wochenzeitung, die in Buenos Aires verlegt wurde. Zwischen 1946 und 1949 gab Grosshut mit anderen Autoren die hektographierte Zeitung Tribüne heraus, die sich in deutscher Sprache an deutsche Kriegsgefangene richtete, die von der englischen Verwaltung in Palästina festgehalten wurden. Im Jahr 1945 erschien Grosshuts Roman Standarte B.G., in dem die letzten Tage des Dritten Reichs verarbeitet werden.
Im April 1948 verließen Grosshut und seine Frau den unmittelbar zuvor ausgerufenen Staat Israel und flogen nach Schweden, von wo sie in die Vereinigten Staaten von Amerika auswanderten, wo Grosshut sich als Akkordarbeiter in einer Textilfirma durchschlug. Im Jahr 1957 wurden der Familie Grosshut vom deutschen Staat eine finanzielle Wiedergutmachung gemäß dem Bundesentschädigungsgesetz zugesprochen, worauf hin die Familie ein kleines Geschäft eröffnete. Im Jahr 1969 starb Grosshut an einem Herzinfarkt.

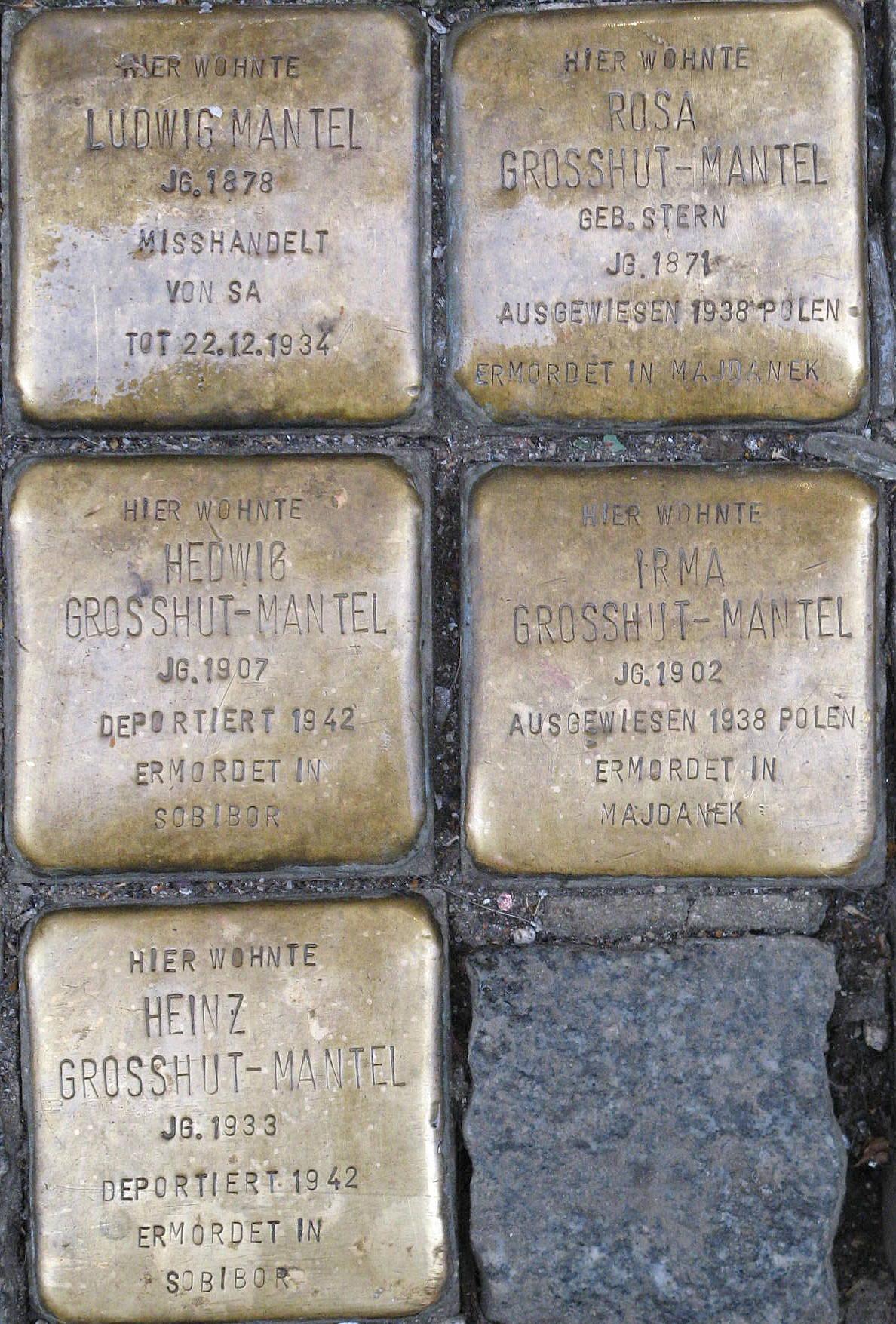
Stolpersteine vor dem Geburtshaus erinnern an Familienmitglieder

### Mitgliedschaften
Grosshut war Mitglied des Londoner PEN-Clubs.

### Ehrungen
Am Geburtshaus des Autors in der Wagemannstraße 27 wurde 1985 auf Antrag des Ortsbeirats Mitte eine Gedenk- und Ehrentafel angebracht.
Im Jahr 1983 erinnerte eine Ausstellung im Wiesbadener Rathaus an den Sohn der Stadt und sein Schicksal. Beide Ehrungen gehen zurück auf Initiativen des Wiesbadener Historikers Lothar Bembenek.

## Veröffentlichungen (Auswahl)
Grosshut veröffentlichte in seinem Leben eine große Zahl an literarischen und juristischen Werken. Die folgenden Informationen basieren auf den Recherchen von Lothar Bembenek, der seit Anfang der 1980er Jahre in Kontakt mit der Witwe des Autors, Sina Grosshut, stand und der eine umfangreiche Materialiensammlung anlegte, welche u. a. unveröffentlichte Werke Grosshuts enthält.

### Literarische Veröffentlichungen
- 1944 Das Blockhaus, Novelle in 'Jüdische Wochenschau', Buenos Aires
- 1945 Lasalle besucht Wagner, Roman in 'Jüdische Wochenschau', Buenos Aires
- 1945 Napoleon ä Potsdam, Novelle (französisch übersetzt) in 'La Marseillaise', Kairo
- 1947 Standarte BG, Roman, 2 Bde., Tribüne-Verlag Fanara (Ägypten) 1947
- 1984 Schiedsrichter Rissing leitet ein Spiel, Erzählung, herausgegeben von Lothar Bembenek, Verlag H.-G. Seyfried, Wiesbaden, ISBN 3-922604-05-6

### Juristische Veröffentlichungen
- 1932/33 Staatsnot und Staatsnotrecht, Württembergische Zeitschrift für Verwaltungsrechtspflege
- 1962 Staatsnot, Recht und Gewalt, Glock und Lutz, Nürnberg

### Herausgabe, Redaktionsmitarbeit
(Anzahl von Beiträgen in Klammern)
- 1942/1943 Wochenschrift Orient, Haifa; im Nachdruck: Gerstenberg-Verlag, Hildesheim 1981, (15)
- 1946–1949 Tribüne, Verlag Fanara, Ägypten; div. Zeitschriften des deutschen Kriegsgefangenenlagers 307 u. a.(22)
- 1944–1964 Jüdische Wochenschau, Buenos Aires (38)
- 1949–1960 Argentinisches Tageblatt, Buenos Aires (21)
- 1949–1966 Allgemeine Wochenzeitung der Juden in Deutschland, Düsseldorf (26)
- 1949/1950 Aftontidningen, Stockholm (7)
- 1949/1950 Expressen, Stockholm (4)
- ohne Jahresangabe Books Abroad, Norman/USA, Literary Quarterly (Rezensionen über 34 Autoren)
- 1960–1962 Deutsche Rundschau, Baden-Baden (6)

### Beteiligungen
- Else Lasker-Schüler: Briefe 1941– 1945. - Nachträge. Kritische Ausgabe. Werke und Briefe Bd. 11. Bearb. von Karl Jürgen Skrodzki und Andreas B. Kilcher. 2010. ISBN 9783633542420
- Valerie Popp: Aber hier war alles anders ..., Amerikabilder der deutschsprachigen Exilliteratur nach 1939 in den USA. Epistemata, Reihe Literaturwissenschaft Bd. 636. 2008. ISBN 9783826038310

### Unveröffentlichte Manuskripte
(circa 93 Arbeiten, ggf. unvollständig), Fundorte:
- Center for Jewish History, University of New Hampshire/UfiA, Leo Baeck Institute, New York
- Besitz des Herausgebers Lothar Bembenek